# Horikawaea
Horikawaea là một chi rêu trong họ Pterobryaceae.